# ديفيد وست
ديفيد وست (بالإنجليزية: David West)‏ مواليد 29 أغسطس 1980، هو لاعب كرة سلة أمريكي يلعب مع فريق إنديانا بايسرز في الرابطة الوطنية لكرة السلة ويحمل الرقم 21. يبلغ طوله 6 قدم 9 بوصة (2.1 م).

## فرق لعب لها
- نيو أورلينز بيليكانز
- إنديانا بايسرز

## روابط خارجية
- ديفيد وست على موقع إن بي أي (الإنجليزية)
- ديفيد وست على موقع سبورتس رفرنس (الإنجليزية)
- ديفيد وست على موقع كرة السلة الأوروبية.كوم (الإنجليزية)
- ديفيد وست على موقع إي إس بي إن.كوم (الإنجليزية)
- ديفيد وست على موقع كلية كرة السلة في سبورتس رفرنس.كوم (الإنجليزية)
- ديفيد وست على موقع ريلجم (الإنجليزية)
- ديفيد وست على موقع بروبوليرز (الإنجليزية)